# Усатенко Жанна Василівна
Жанна Василівна Усатенко (уродж. Рибалка; нар. 10 лютого 1940, Оситняжка, Кіровоградський район) — українська науковиця і лікарка. Заслужений лікар України.

## Біографія
Народилася 10 лютого 1940 року в селі Оситняжка у родині Василя і Марії Рибалок.
У 1963 році закінчила педіатричний факультет Одеського медінституту.
У тому ж році, після закінчення інституту, направлена до лікарні села Гельмязів Золотоніського району, де працювала лікарем-педіатром. За час роботи у Гельмязівській районній лікарні займала посади завідуючої дитячого відділення і головного лікаря.
У 1978 році переведена до спецлікарні Київського обласного лікувально-санаторного управління на посаду дільничного педіатра.
У 1985 році підтвердила вищу кваліфікаційну категорію за спеціальністю «Педіатрія». В цьому ж році закінчила відділення наукового атеїзму Університету марксизму-ленінізму Київського обкому Компартії України.
З 1986 по 1991 рік обіймала посаду завідуючої педіатричною службою. Протягом 1986—1989 років Усатенко у складі лікарських бригад періодично виїжджала до районів, які постраждали внаслідок аварії на ЧАЕС.

## Наукова робота
У 2010—2013 роках брала участь у написанні науково-дослідної роботи «Виявлення закономірностей формування захворюваності осіб, евакуйованих з 30-кілометрової зони ЧАЕС у дитячому віці з урахуванням впливу радіаційних та нерадіаційних чинників» (шифр 313). У співпраці з науковцями Національного наукового центру радіаційної медицини розробила «Основи диспансеризації дітей та підлітків, що мають статус постраждалих від Чорнобильської катастрофи».
Наукові статті Усатенко з питань розвитку захворюваності у дітей, які зазнали радіаційного впливу внаслідок Чорнобильської катастрофи, впровадження сучасних методів профілактики, діагностики та лікування, публікувалися в медичних журналах.
Організувала 10 виїзних циклів різних кафедр Національної медичної академії післядипломної освіти ім. П. Л. Шупика.
Спільно з В. Г. Бебешком, Н. М. Цвєтковою, К. М. Брусловою, Т. І. Пушкарьовою і О. Є. Кузнєцовою розробила і запатентувала «Спосіб прогнозування ступеня забруднення території важкими металами та радіонуклідами за числом дітей з моноцитозами, які проживають в екологічно несприятливих умовах».

## Родина
У шлюбі з Григорієм Усатенком, від шлюбу має двох синів.
Молодший син Олександр — кандидат медичних наук.

## Нагороди
Відзначена численними подяками і почесними грамотами, зокрема:
- Медаль «Ветеран праці» (1986)
- Почесна грамота Національного наукового центру радіаційної медицини (2000)
- Почесна грамота Президії Академії медичних наук України (2000)
- Почесна грамота Міністерства охорони здоров'я України (2001)
- Подяка Київського міського голови (2003, 2011)
- Почесна грамота Київської міської державної адміністрації (2004, 2011, 2013)[8]
- Заслужений лікар України (2007)[9]
- Знак Пошани (2008)